# Dee Palmer
Dee Palmer, dříve David Palmer (* 21. července 1937 v Londýně) je britská aranžérka a hráčka na klávesové nástroje, známá jako bývalá členka rockové skupiny Jethro Tull.
Aranžovala partitury smyčcových nástrojů pro písničky Jethro Tull koncem 60. let a začátkem 70. let. V roce 1976 se stala členkou Jethro Tull, kde hrála hlavně klávesové nástroje. Skupinu opustila v roce 1980, když vedoucí Jethro Tull Ian Anderson vedl skupinu „elektronickým směrem“, a založila novou skupinu Tallis společně s Johnem Evanem, který též opustil J. Tull. Skupina nezaznamenala přílišný komerční úspěch, a tak se vrátila ke skládání filmové hudby a příležitostnému hudebnímu vystupování.
Od roku 1980 pracovala jako producentka na několika albech, pro která psala aranže symfonického orchestru.
V roce 2004 oficiálně oznámila, že podstoupila chirurgický zákrok ke změně pohlaví a že její jméno je teď Dee Palmer.

## Diskografie

### Jethro Tull
- This Was (1968)
- Stand Up (1969)
- Thick as a Brick (1972)
- War Child (album) (1974)
- Minstrel in the Gallery (1975)
- Too Old to Rock 'n' Roll: Too Young to Die! (1976)
- Songs from the Wood (1977)
- Heavy Horses (1978)
- Bursting Out (1978 live album)
- Stormwatch (1979)

### Symfonické aranže
- A Classic Case, známé jako Classic Jethro Tull (1986)
- We Know What We Like (Genesis) (1987)
- The Symphonic Music of Yes
- Orchestral Maneuvers: The Music Of Pink Floyd  (1991)
- Orchestral Sgt. Pepper's (verze alba Sgt. Pepper's Lonely Hearts Club Band od The Beatles)